# Andreas Hesselius
Andreas Hesselius, född 8 maj 1677 i Stora Skedvi socken, död 25 maj 1733 i Gagnefs socken, var en svensk präst. Han var son till kyrkoherden i Folkärna Andreas Olai Hesselius (1644-1700), bror till orgelbyggaren och konstnären Gustaf Hesselius d. ä. (har kallats "den nordamerikanska målarkonstens fader" och jämförts med Rembrandt) samt far till Andreas Hesselius Americanus och konstnären Gustaf Hesselius d. y.
Andreas Hesselius blev filosofie magister i Uppsala 1707, förordnades av sin släkting Jesper Swedberg 1711 till präst vid svenska församlingarna i Amerika. Han var 1712-1723 kyrkoherde i Fort Christina, Nya Sverige, Delaware, prost från 1719 och nitiskt verksam som missionär bland sekteristerna i kolonin. Brodern Gustaf bodde också där till 1721.
Andreas erhöll 1722 från biskopen och guvernören i Maryland erbjudandet att bli präst på ön Kent i dennes delstat. Samma år hörde han av sin släkting biskop Swedberg, vilkens fullmakt lockade honom tillbaka till Sverige. Han utnämndes till kyrkoherde i Gagnef i Dalarna, och efterträddes av sin bror Samuel Hesselius, som var kyrkoherde i Christina 1723-31.
Enligt Gagnefs herdaminne: Tjänstgöring som kyrkoherde i Gagnefs pastorat 1725-1733.
Hesselius anlade vid gamla prostgården i Gagnefs kyrkby en rabatt med växter från Nordamerika, som den 15/8 året efter hans död lockade Carl von Linné att besöka platsen, övernatta och notera planteringen. Linné besökte under resan med sina lärjungar 15 dalasocknar samt norska Røros. Han återvände den 17/8 1734 till Falun där hans blivande hustru väntade, och som eftermäle publicerades boken Flora Dalecarlica, som beskriver Dalarnas växter.
Prostgården inhyser numer Ottilia Adelborgmuseet, som har säsongsöppet var sommar och tar emot bokade besök under resten av året. Hesselii rabatt återskapades av Ottilias Odlarsällskap i samband med Linnéjubileet 2007, och finns att beskåda vid entrén.
Växterna i Prostens rabatt:
- Nysört – vitpytta (Achillea ptarmica)
- Nattljus (Oenothera biennis)
- Rabarber (Rheum rhabarbarum)
- Tysk salvia – kryddsalvia (Salvia officinalis)
- Ålandsrot (Inula helenium)
- Blågull – Jakobs stege (Polemonium cæruleum)
- Böna – Trädgårdsböna (Phaseolus vulgaris)
- Studentnejlika (Lychnis chalcedonica L. / Silene chelcedonica)
- Purpurklätt – Sammetsnejlika (Lychnis coronaria L. / Silene coronaria)
- Trädgårdsnejlika (Dianthus caryophyllus)
- Borstnejlika (Dianthus barbatus)
- Akleja (Aquilegia vulgaris)

Släkten stammar från Hesse, Stora Tuna, där bröderna Hesselii farfader varit klockare. Deras far Andreas Olsson (f. 1644) blev kyrkoherde i Folkärna, och tog redan som student det latiniserade namnet Hesselius efter sin födsloby. En gata på Hagalund i Borlänge uppkallades 25/4 1944 efter släktens bemärkansvärda medlemmar.